# Bezmoście
Bezmoście (tyska Ottoburg) är en by i Reskos kommun i Västpommerns vojvodskap i nordvästra Polen. Bezmoście, som är beläget 71 kilometer nordost om Szczecin, hade 8 invånare år 2006.